# Planeur
Pour les articles homonymes, voir Planeur (homonymie).
 (août 2012).
Si vous disposez d'ouvrages ou d'articles de référence ou si vous connaissez des sites web de qualité traitant du thème abordé ici, merci de compléter l'article en donnant les références utiles à sa vérifiabilité et en les liant à la section « Notes et références ».

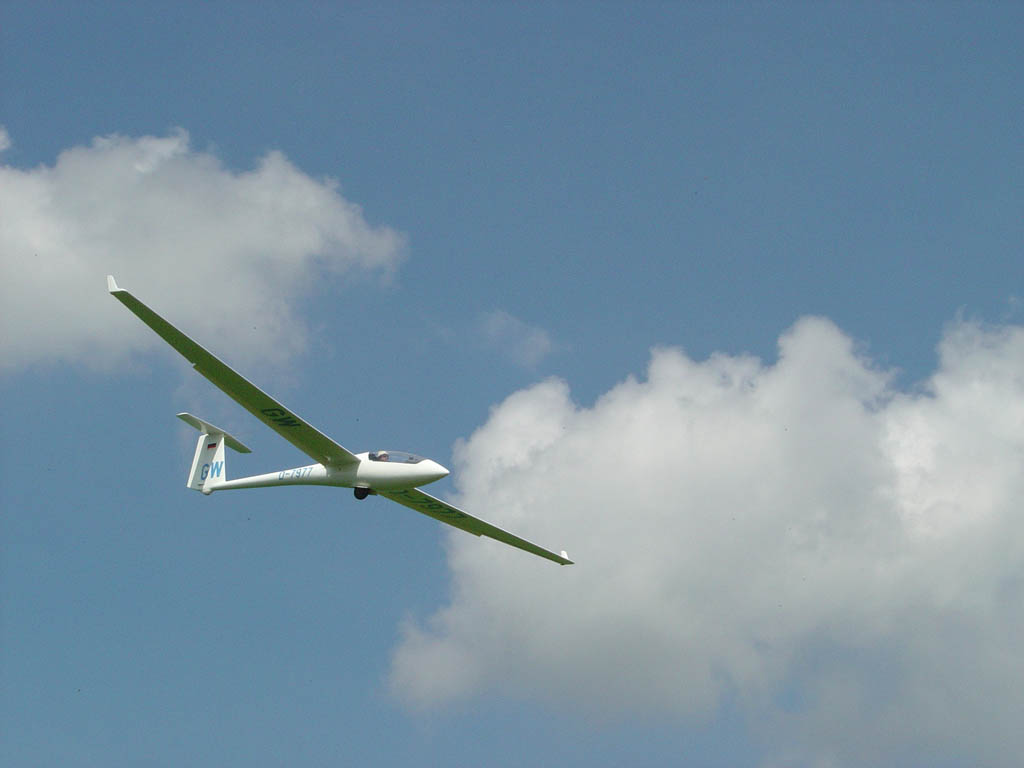
ASW 20 en phase d'atterrissage.

Un planeur est un aérodyne dépourvu de moteur, généralement de fort allongement, optimisé pour le vol plané et le vol à voile (utilisation des courants aériens ascendants en guise de propulsion). Les qualités principales d'un planeur de performance sont son taux de chute minimal (moins de 0,5 m/s), sa finesse maximale (rapport entre distance parcourue et altitude perdue, qui peut dépasser 60 km pour 1 000 m), sa charge alaire, qui conditionne sa finesse à vitesse plus élevée, et sa vitesse à ne pas dépasser (jusqu'à près de 300 km/h).
Par conditions aérologiques favorables, un planeur peut rester plusieurs heures en l'air (couramment 5 à 10 heures, le record étant de 57 h 40 min depuis 1954), gagner de l'altitude (1 000 à 2 000 m en plaine, 3 000 à 5 000 m en montagne, le record d'altitude absolu est de 22 646 m), voler à une vitesse moyenne de 100 à près de 300 km/h et parcourir de grandes distances sur la campagne (300 à 1 000 km, record de 3 009 km en 15 heures environ sous le vent de la cordillère des Andes).
Un motoplaneur est un planeur doté d'un moteur d'appoint, escamotable ou non, permettant le décollage autonome. Quand le moteur est de faible puissance et ne permet que la poursuite du vol en l'absence d'ascendances (pour rejoindre un aérodrome), on parle de moteur et de planeur « turbo ».

## Lancement

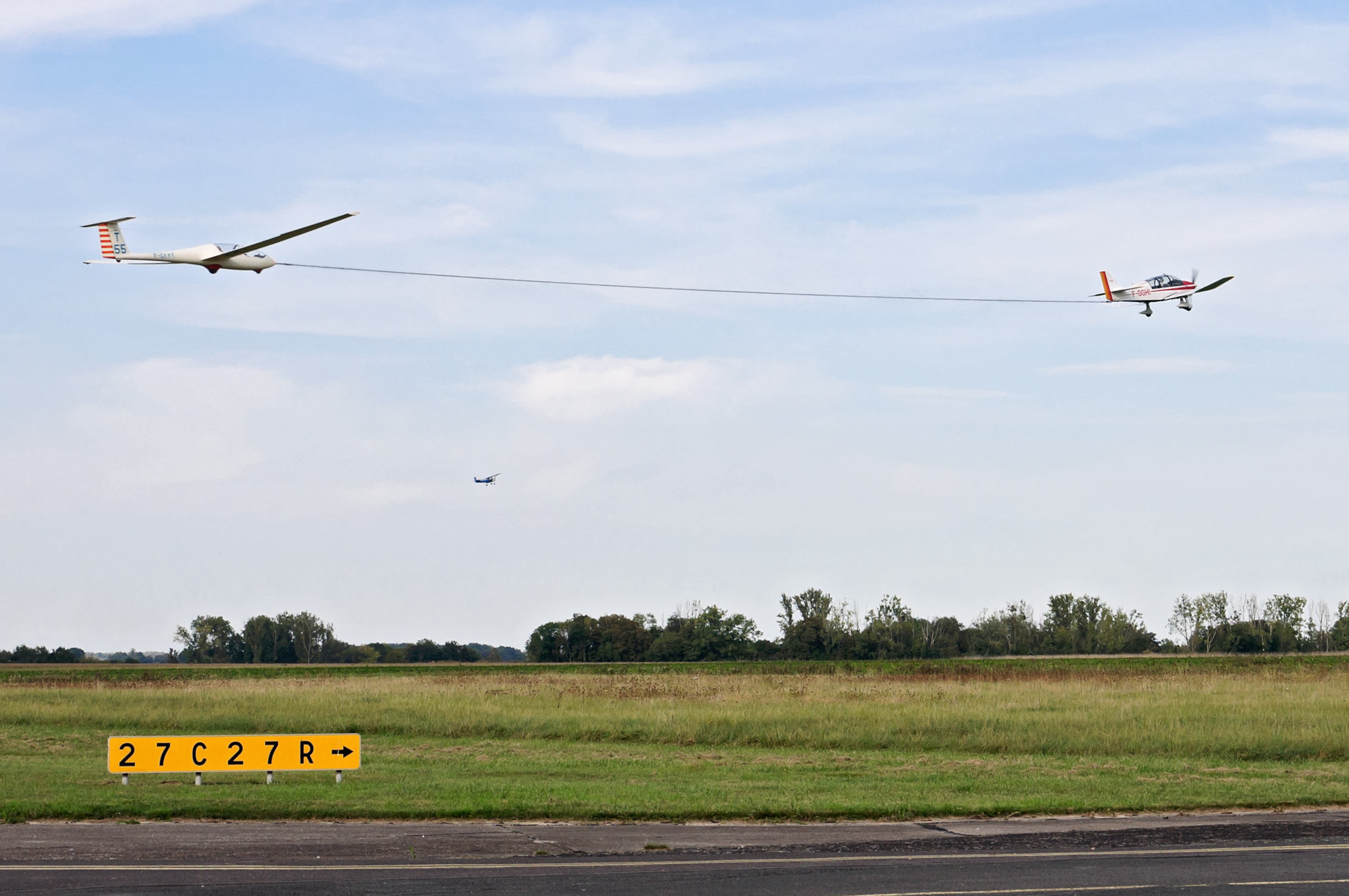
Remorquage d'un Grob G103 Twin Astir II par un Robin DR-400.

Il existe plusieurs méthodes de lancement pour faire décoller un planeur. Excepté les décollages d'Otto Lilienthal qui courait face au vent dans une pente en portant son planeur, le moyen le plus ancien a été le sandow qui fut détrôné après la Seconde Guerre mondiale par le treuil qui lui-même fut supplanté par le remorquage par un avion dit remorqueur. Le lancement par voiture est aussi possible mais cette technique très ancienne n'est quasiment plus utilisée en France. Enfin, la dernière méthode de lancement se fait grâce à un moteur incorporé. On parle de motoplaneur si le groupe propulseur est fixe ou de planeur autonome si le groupe propulseur est escamotable.

## Éléments constitutifs principaux
Monoplaces ou biplaces, on distingue trois parties essentielles : la voilure, le fuselage et les empennages.

### Voilure
La fonction de la voilure est d'assurer la portance de la machine. De 13 à 25 mètres d'envergure, elle est constituée de deux ailes, aussi appelées plumes, qui assurent la portance. Celles-ci possèdent à leurs extrémités, sur le bord de fuite (partie arrière de l'aile), des ailerons qui contrôlent l'inclinaison sur l'axe de roulis.
Chaque aile est équipée d'aérofreins, dispositifs dont la fonction est d'augmenter la traînée et donc le taux de chute de la machine, principalement lors de l'atterrissage. Les modèles les plus performants disposent aussi de volets de courbure, appelés parfois dispositifs hypersustentateurs, dont la fonction est d'augmenter la portance à basse vitesse lorsqu'ils sont braqués en positif (vers le bas) et de diminuer la traînée s'ils sont braqués en négatif (vers le haut) dans les hautes vitesses.
Les recherches en aérodynamique ont fait progresser la technique et on trouve de nos jours des dispositifs de décollage et recollage de la couche limite. Sur les surfaces des profils se trouvent de minuscules trous servant aujourd'hui[Quand ?] au soufflage (ce qui permet le recollage de la couche limite) et qui demain[Quand ?] serviront aussi à l'aspiration de cette couche limite. Ces dispositifs ont pour objectif d'améliorer les performances dans tout le domaine de vol (vitesse minimale et vitesse maximale en fonction des angles d'incidence).

### Fuselage
La fonction du fuselage est de porter et d'abriter le ou les pilotes et sa liaison avec les empennages et la voilure assure la maîtrise des trois axes : lacet, roulis, tangage. Cette partie centrale cylindro-conique de 6 à 10 mètres de long reçoit à l'avant la cabine de pilotage et, en dessous, le train d'atterrissage.
Pour les modèles disposant d'un moteur, le fuselage abrite aussi ce dernier et, dans la plupart des cas, le pylône support de l'hélice et/ou du moteur. L'ensemble de ce dispositif est escamotable afin de conserver à la machine toutes ses qualités aérodynamiques.

### Empennages
La fonction des empennages est d'assurer la stabilité et le contrôle sur les axes de tangage et de lacet. Ils sont constitués, de nos jours, de plans fixes verticaux et horizontaux disposés en « T » portant les gouvernes de direction (contrôle en lacet) et de profondeur (contrôle en tangage). Historiquement, les empennages ont aussi été disposés en croix et en « V » (empennage papillon).

## Assemblage d'un planeur
Un planeur peut être rangé dans une remorque, qui permet alors également son transport.

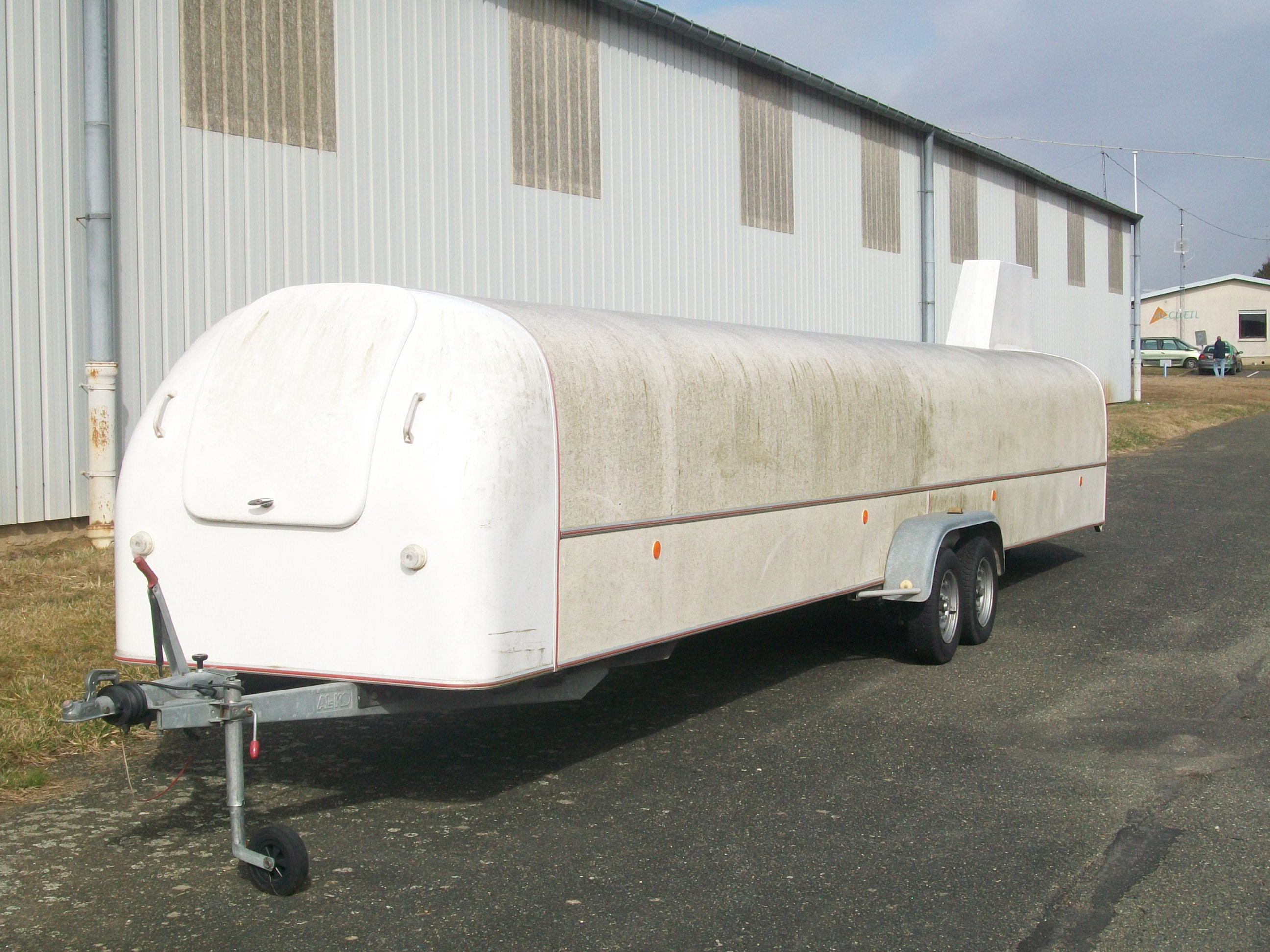
La remorque fermée.
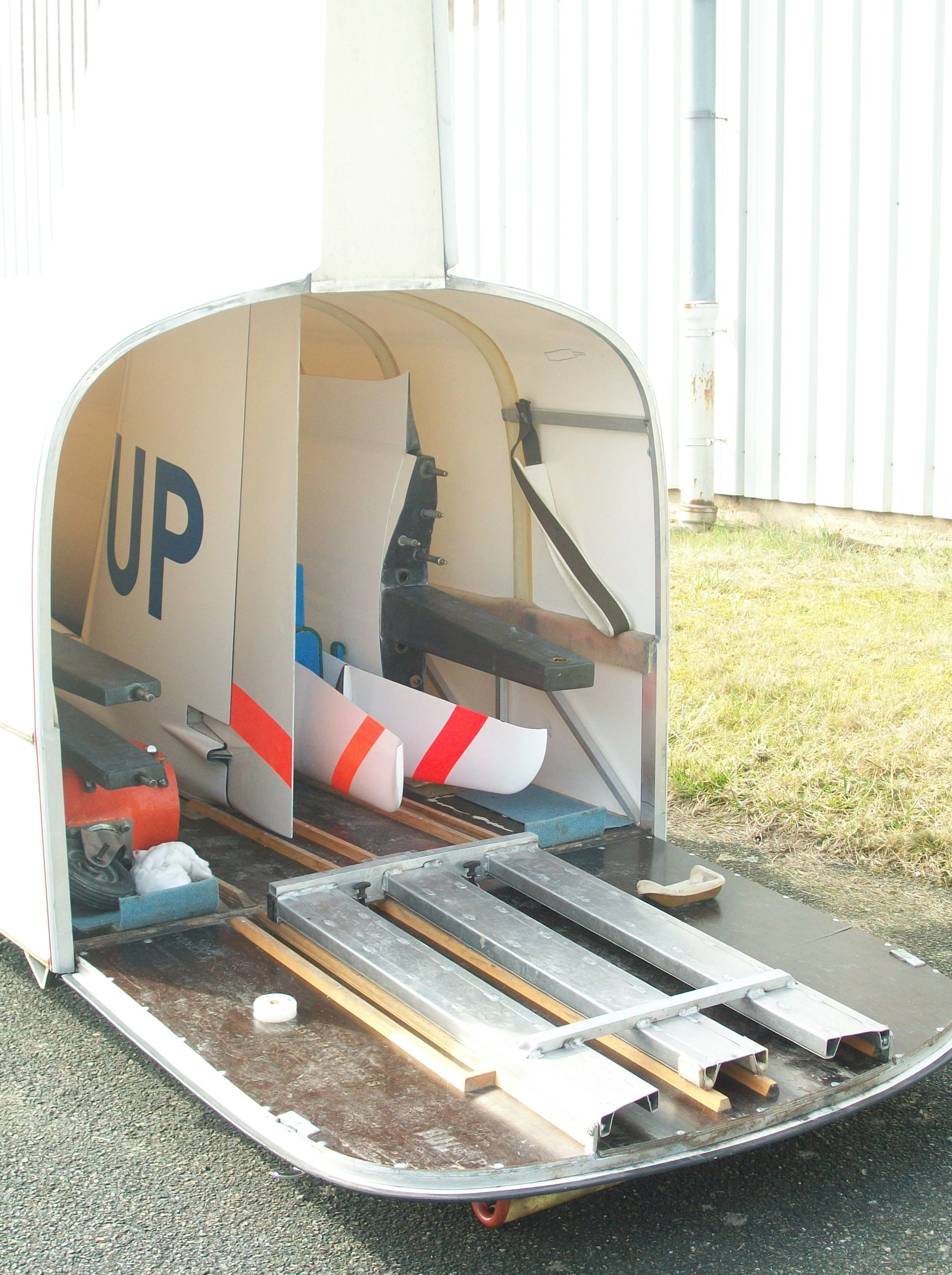
La remorque, porte arrière ouverte.
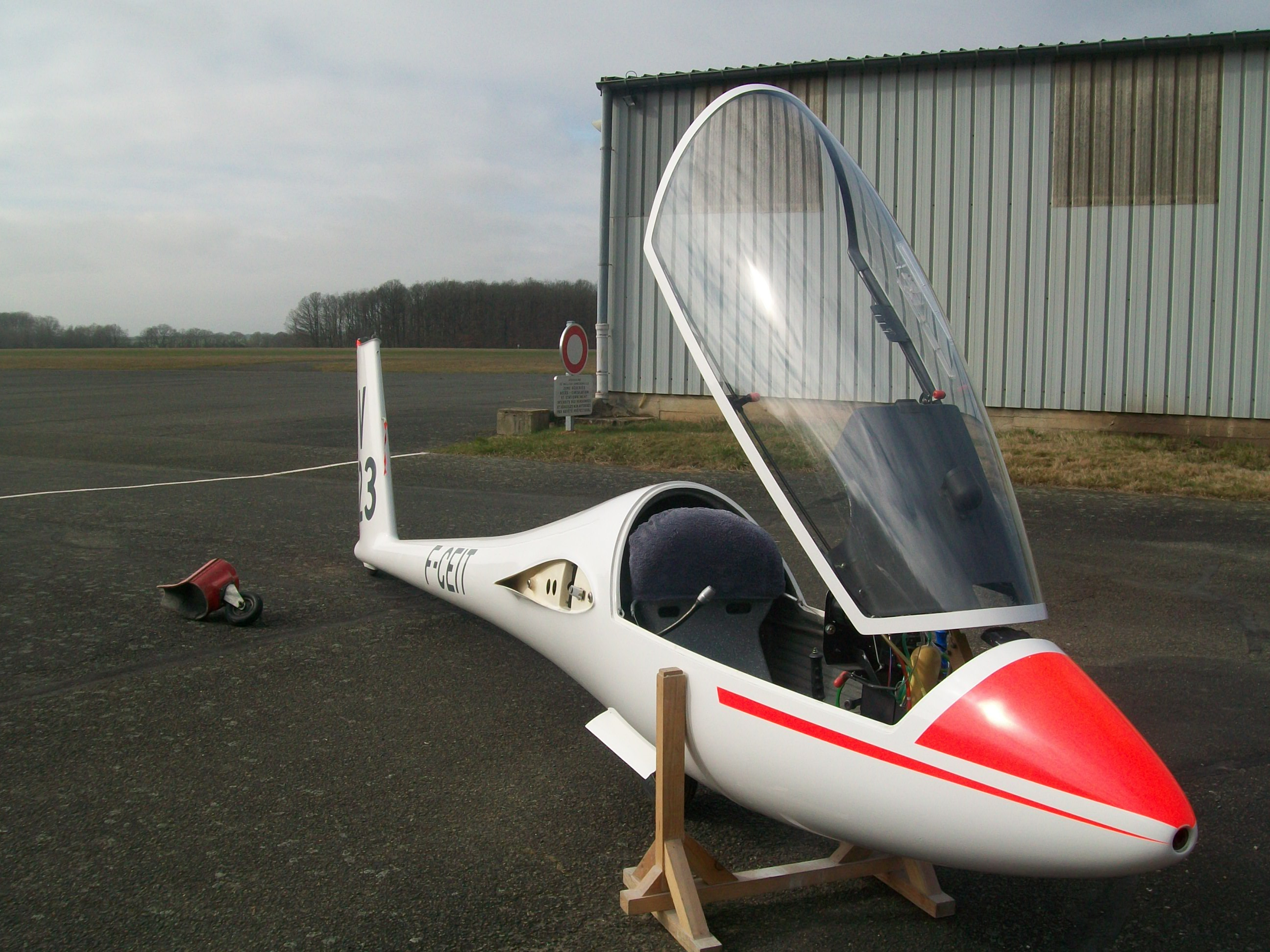
Le fuselage nu avec sa verrière.
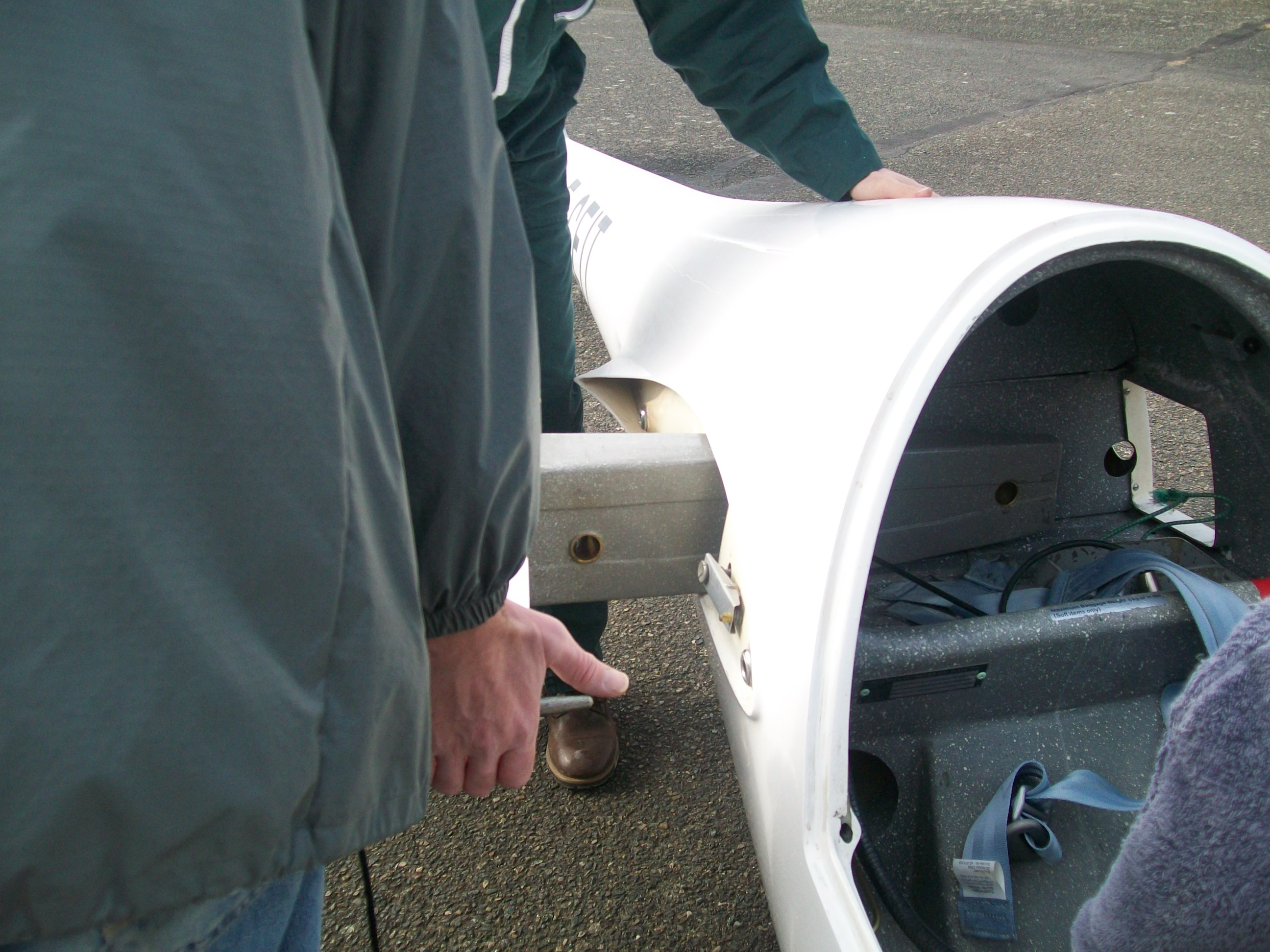
Montage de la première aile.
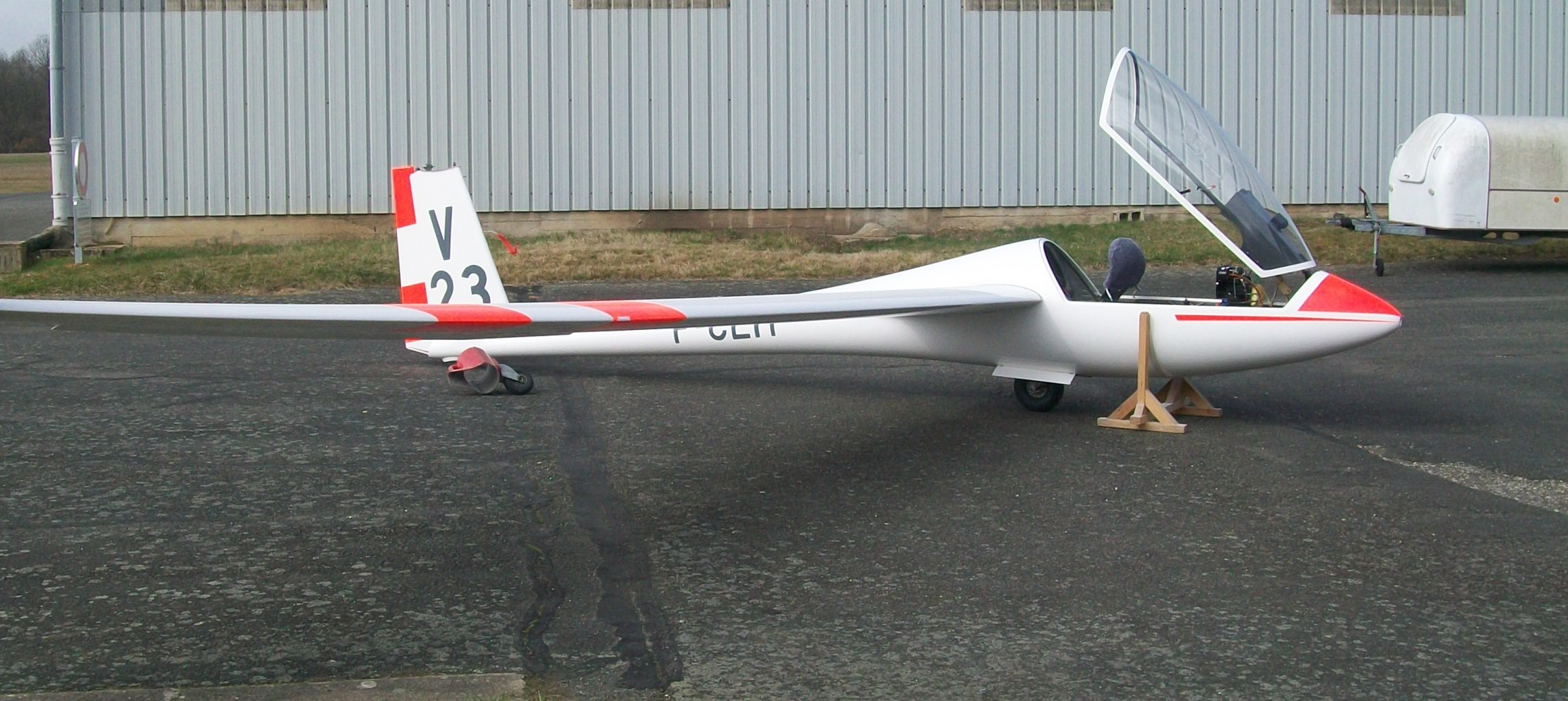
L'aile est en place.
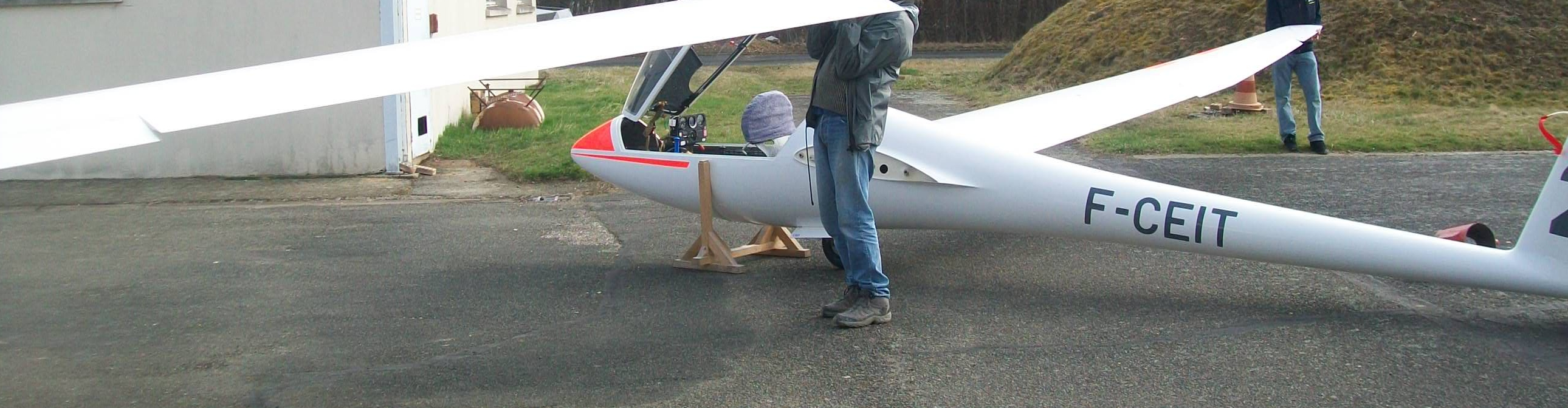
Présentation de la deuxième aile.
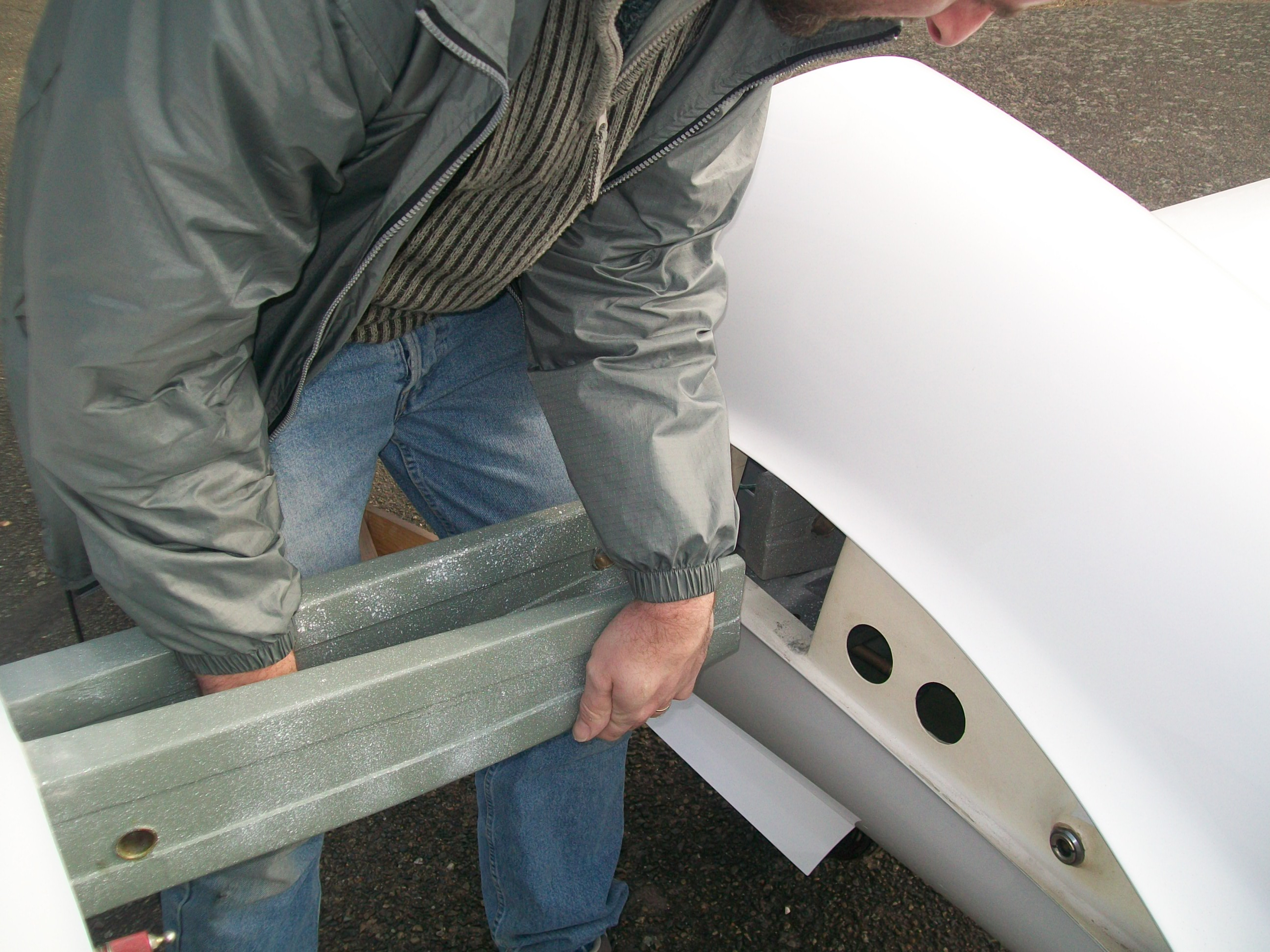
Montage de la deuxième aile.

## Construction des planeurs
Historiquement, on peut classer les différents types de fabrications de la façon suivante :
- les constructions en bois et toile (anciennes) : la structure en bois est recouverte d'une toile légère ;
- les constructions mixtes en bois et tubes d'acier ;
- les constructions tout-métal, en alliage d'aluminium (rares) ;
- les constructions dites « plastique », en fibre de verre ou carbone et résine ; cette technique a permis d'obtenir un excellent état de surface, d'améliorer le respect du profil, ce qui est primordial avec les profils dits « laminaires »[1], et d'améliorer les performances ; elle est aujourd'hui la plus utilisée.

## Instruments de vol et équipements

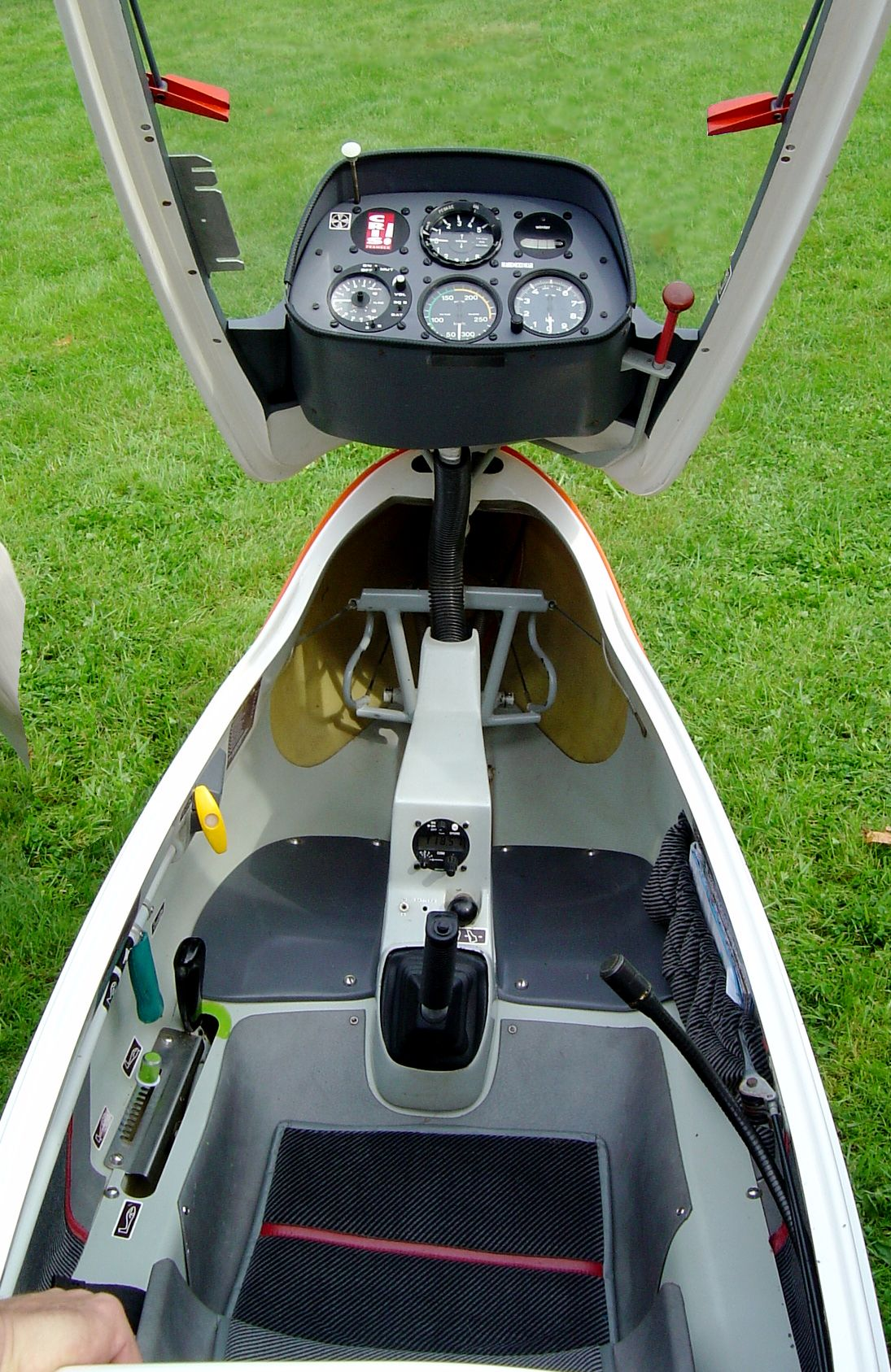
Intérieur d'une cabine de Pégase 90

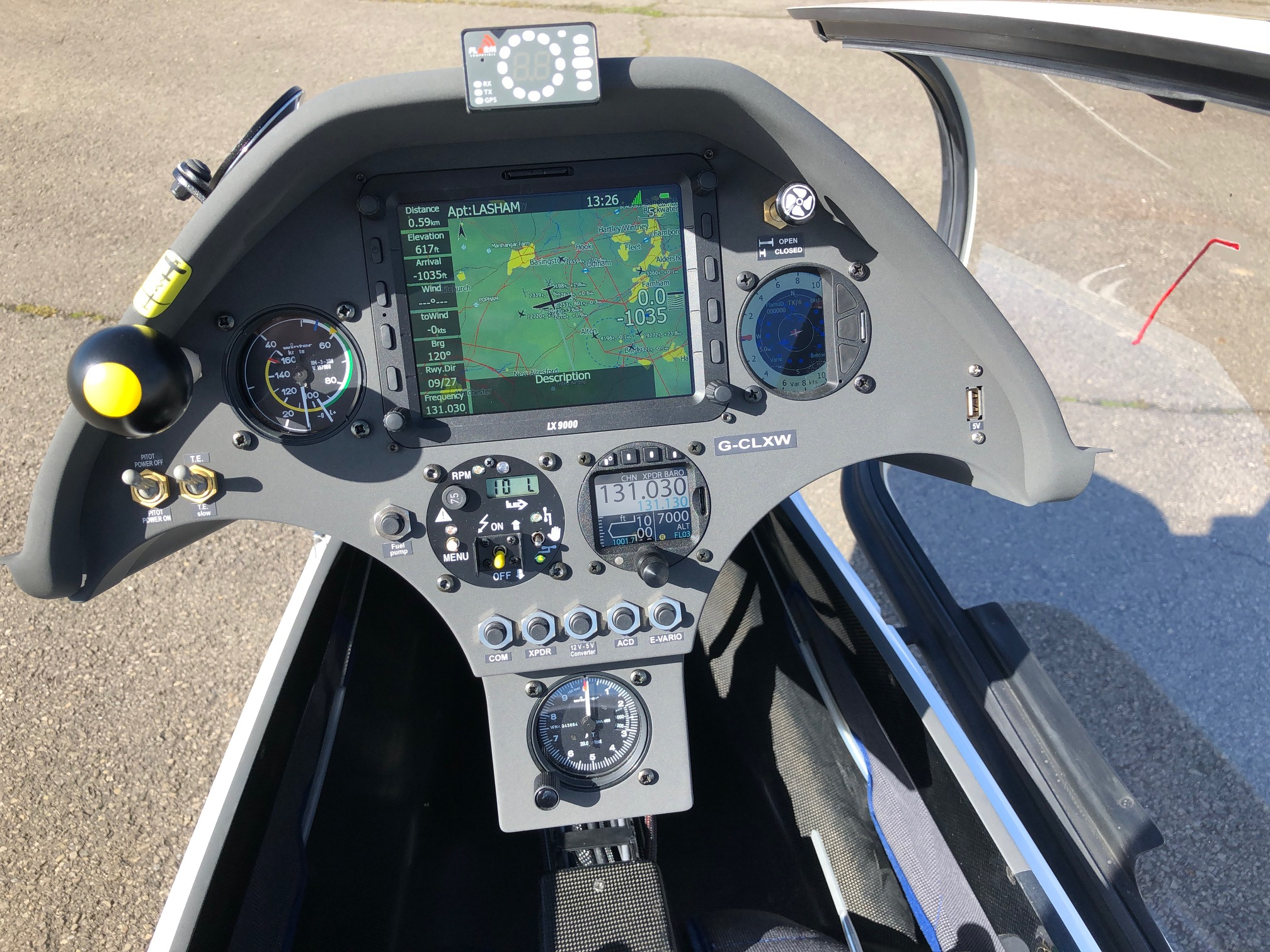
Instrumentation d'un planeur moderne

En France les dispositifs et les instruments d'aide au pilotage impératifs sont les suivants :
- l'anémomètre ou « badin » (mesure la vitesse air) en km/h ;
- l'altimètre (mesure l'altitude) en mètres ;
- le variomètre (mesure la vitesse verticale) en m/s ;
- le compas (indique le cap magnétique) ;
- la bille (indique la symétrie du vol).

Les instruments complémentaires sont les suivants :
- la radio ;
- le calculateur de vol qui intègre les principales fonctions suivantes : altimètre, variomètre, tachymètre, géopositionnement par satellite, durée de vol, autonomie, etc. ;
- le fil de laine qui indique également la symétrie du vol ;
- le transpondeur sur certains appareils ;
- un dispositif anti-collision sur certains appareils (ce dispositif constitué d'un GPS et d'un émetteur à destination des autres appareils, prévient le pilote en cas de trajectoire convergente). Le plus répandu de ceux-ci est le FLARM.

Pour finir, le ou les pilotes disposent généralement d'un parachute. Celui-ci est obligatoire dans certains pays, dont la France.

## Paramètres de performance d'un planeur
Chaque type de planeur est un compromis entre les performances, en particulier la finesse et la vitesse de chute, et d'autres critères comme la facilité de pilotage, un comportement sain et homogène sur toute la plage de vitesse, la protection du pilote en cas d'accident, la facilité de montage et de démontage, son prix de revient, etc.

### La finesse
La finesse est, en air calme, le rapport entre les distances horizontales et verticales qu’il peut parcourir. S’il parcourt 30 km pour une perte d’altitude de 1 000 mètres (1 km), il a une finesse de 30. Ce paramètre est aussi le rapport portance/traînée (ou « lift/drag ratio », L/D en anglais).
- La finesse max ne varie pas avec le poids du planeur, seule la vitesse à laquelle cette finesse sera atteinte varie.
- La finesse du planeur varie avec sa vitesse sur trajectoire ; sa finesse est maximale pour un poids déterminé, à une vitesse déterminée.

| Quelques ordres de grandeur de finesses maximale                        | finesse |
| ----------------------------------------------------------------------- | ------- |
| très vieilles machines (le Grunau Baby de 1931 avait une finesse de 17) | 20      |
| planeurs de compétition des années 1960                                 | 35      |
| planeurs actuels de classe standard                                     | 45      |
| planeurs actuels de classe libre                                        | 55 à 60 |
| Le planeur ETA (envergure 30 m)                                         | 72      |

À titre indicatif l'oiseau le plus performant en vol à voile, l'albatros, a une finesse estimée à 20.

### Les vitesses
- La vitesse de finesse maximale :
  - 60 km/h pour un planeur des années 1950 ;
  - de 90 à plus de 100 km/h pour un planeur actuel.

Ce paramètre est très important pour la performance, par exemple lorsque le planeur doit remonter le vent (ce qui le ralentit par rapport au sol et dégrade sa finesse apparente) ou bien lorsqu’il traverse une zone de descendances dont il a intérêt à sortir rapidement en perdant un minimum d'altitude.
- La polaire des vitesses : c’est la courbe liant les vitesses horizontale (en abscisse) et verticale (en ordonnée). Plus elle est « plate », plus le planeur conserve une finesse élevée, donc une bonne performance, lorsque sa vitesse augmente. Cette courbe permet de déterminer les deux paramètres précédents (finesse maximale et vitesse de finesse maximale) et donne une information bien plus complète sur les caractéristiques globales du planeur.
- La vitesse de chute minimale, c'est-à-dire la vitesse de descente la plus faible possible. Plus cette vitesse est faible, plus le planeur montera vite dans des ascendances et pourra exploiter des faibles ascendances.
- La vitesse minimale : plus il peut voler lentement, mieux il peut exploiter des ascendances étroites. En effet, le rayon d'un virage est directement lié à la vitesse du planeur.
- La vitesse maximale à ne pas dépasser ; cette caractéristique ne présente d’intérêt que dans des conditions météorologiques exceptionnelles lorsque les ascendances sont fréquentes et puissantes. Elle est cruciale pour les vols de record de distances et de vitesses. Celle-ci peut aller jusqu'à 300 km/h pour les planeurs modernes.

### La maniabilité en roulis
- Le taux de roulis est la vitesse angulaire maximale du planeur en entrée ou en sortie de virage. Un taux de roulis important est utile pour pouvoir exploiter des ascendances étroites et/ou hachées.

## Performances actuelles, records
Les machines les plus performantes affichent aujourd'hui des finesses de 60 à 70 pour le nec plus ultra (ETA) tandis que les constructeurs les plus à la pointe de la technologie assurent être techniquement capables de produire aujourd'hui des machines de finesse 100 ce qui reste encore une frontière mythique : parcourir 100 kilomètres pour une perte d'altitude de 1 000 mètres. Soit, pour une journée de vol en plaine dans une zone de climat tempéré, où les plafonds de l'ordre de 2 200 mètres sont fréquents, une autonomie théorique de 220 kilomètres

## Lestage ou ballastage
Certains planeurs sont équipés de réservoirs leur permettant d'emporter de l'eau pour ballaster (alourdir) le planeur (eau, parfois additionnée d'antigel si le vol risque de s'effectuer dans des conditions de basse température). Le but de cet emport de poids supplémentaire est de décaler le domaine de haute performance du planeur vers les hautes vitesses (par exemple, la finesse maximale est obtenue à plus haute vitesse).
En effet, la finesse est maximale à un angle d'incidence donné. Si le poids est plus important, la vitesse nécessaire à la sustentation sera plus importante pour cet angle d'incidence. Alourdir le planeur permet donc de décaler la polaire des vitesses vers les vitesses élevées ce qui est avantageux tant pour la vitesse dans les compétitions que pour effectuer des liaisons dans des zones de descendance ou par vent de face.
L'inconvénient est une vitesse de chute minimale plus importante, obtenue à une vitesse horizontale plus importante. Il en résulte une moins bonne vitesse ascensionnelle et une difficulté accrue à exploiter des ascendances étroites.
Généralement, ce lest peut être évacué en vol. Ceci pour deux raisons : afin d'alléger le planeur si les conditions météorologiques conviennent mieux à une machine non ballastée et également pour éviter d'atterrir avec le ballast. Le surpoids peut endommager la machine en cas d'atterrissage dur. De plus, la vitesse d'approche est plus importante et la longueur de roulage augmentée ce qui est fort défavorable à un atterrissage en campagne.
Le ballastage est une technique relativement récente (apparue dans les années 1950 et généralisée dans les années 1970), elle évolue donc encore de nos jours, en termes de quantité d'eau embarquée ou de qualités de vol ballasts pleins.
Le poids de ballast qu'un planeur peut emporter varie :
- Breguet 901 (planeur des années 1950) : 2 × 37 litres ;
- LS-1D (planeur des années 1970) : 2 × 30 litres ;
- Nimbus 4 (planeur des années 1990) : 300 litres.

## Planeurs monoplaces

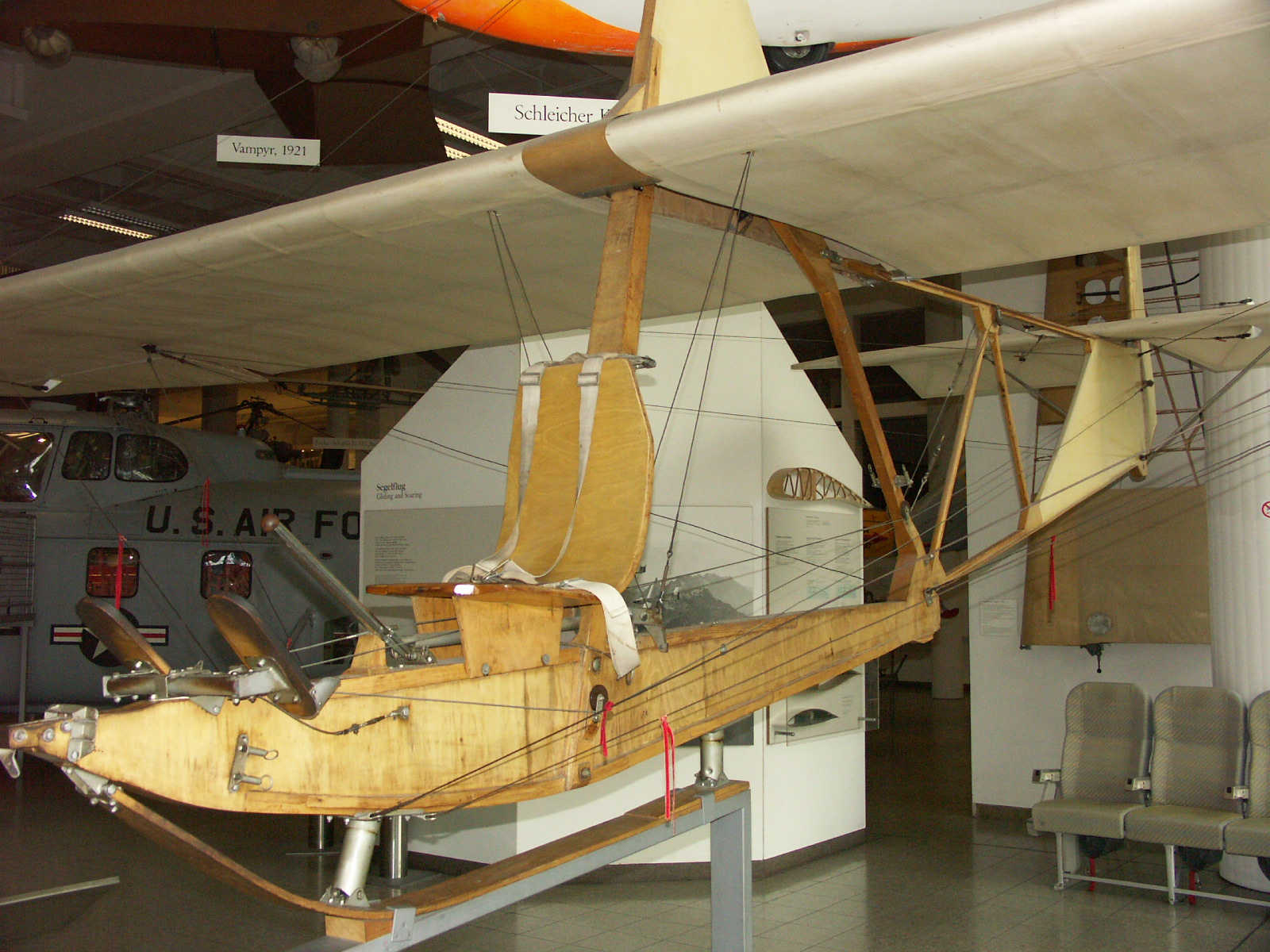
Planeur école Schneider SG-38 utilisé au centre de formation de Wasserkuppe (Allemagne) jusqu'en 1945

- Alexander Schleicher K8 : monoplace d'entraînement semi acrobatique. Construction en bois, toile et tubes métalliques. Premier vol en 1957. Finesse : 27 à 72 km/h ; chute minimale : 0,65 m/s. Plus de 1 000 exemplaires furent fabriqués. Il est encore fort utilisé comme planeur d’agrément, en vol local, et a d’excellentes caractéristiques par petit temps.
- SZD-24 Foka et SZD-32 Foka-5 : planeur de classe standard en bois et toile des années 1960. Foka-4 est le seul standard à ce jour[Quand ?] à avoir emporté (entre les mains de Jan Wroblewski) le titre de Champion du Monde en classe libre.
- Swift S1 : monoplace conçu pour la voltige avancée.
- Pégase C101 : planeur plastique monoplace. C'est un des planeurs de perfectionnement les plus répandus en club, voire le plus répandu (en France en tout cas).
- Schweizer SGS 1-26 : planeur très bon marché et très robuste. Ses performances sont médiocres mais il monte bien en thermique. Il est très utilisé aux États-Unis.
- Pilatus B4 : planeur en aluminium fabriqué dans les années 1970 et qui a connu un fort succès en Suisse. D'une finesse d'environ 35, il est « certifié voltige ».

## Planeurs biplaces
- ASK 13 : planeur bois et toile biplace datant des années 1960. Il est encore souvent utilisé pour l'école de pilotage.
- SZD-9 Bocian (Cigogne) biplace bois et toile datant des années 1950. Toujours utilisé pour l'écolage dans l'est européen.
- Blanik L-13 et L-23 : planeur biplace tchèque métallique. Populaire aux États-Unis.
- ASK 21 : planeur plastique biplace largement utilisé pour l'école et le perfectionnement. C'est un des rares planeurs « certifiés voltige » d'après la réglementation aéronautique française.

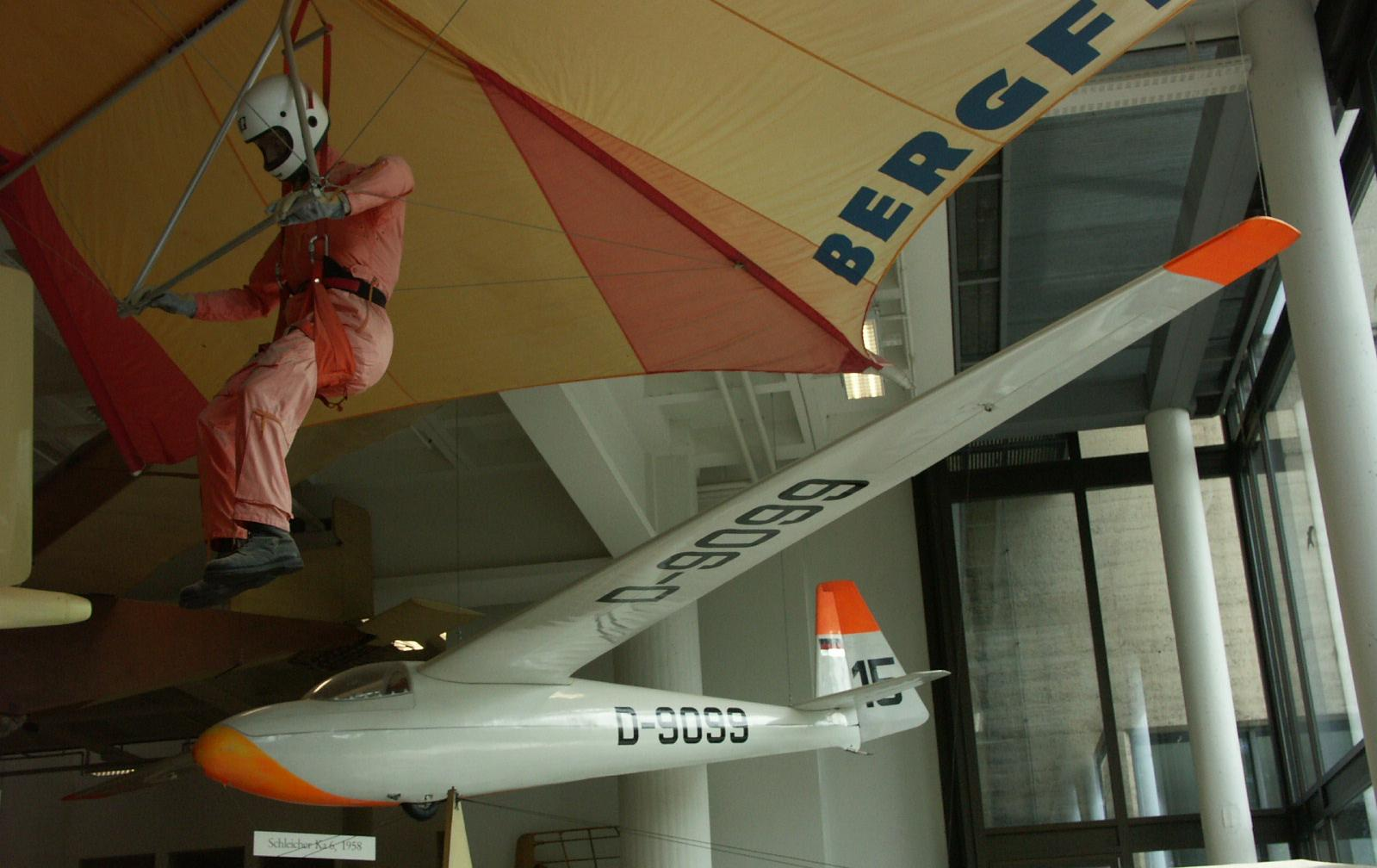
L'un des premiers planeurs de Schleicher, le Ka6 (1958)

- Wassmer WA-30 Bijave : planeur bois et toile à fuselage en treillis métallique entoilé. Planeur école ancien (conception en 1958, premier vol le 17 décembre 1958) largement répandu dans les petits clubs au même titre que l'ASK 13. Il cède petit à petit sa place aux planeurs d'école plastiques tels que l'Alliance 34, l'ASK 21 ou le Twin Astir…
- SZD-30-2 Puchacz (Hibou, Grand Duc) : biplace école. C'est l'autre planeur biplace de formation à la voltige de base.
- Fox MDM-1 : biplace pour la formation de voltige avancée, excellent aussi en solo.
- Marianne C201B : planeur plastique biplace largement utilisé pour l'école et le perfectionnement. Ce planeur au pilotage lourd est le fruit d'une conception française ambitieuse : réaliser une machine de compétition accessible aux débutants. C'est un planeur de 18,55 mètres d'envergure, donné pour une finesse maximale de 40.
- Grob « Twin Astir » G103 : planeur plastique biplace largement utilisé pour l'école et le perfectionnement.
- Schweizer SGS 2-33 : planeur constitué de tubes d'acier recouverts de toile. Il est très robuste et est largement utilisé en école débutants aux États-Unis.

## Types de planeurs

### Planeurs de vol libre et radio-commandés
C'est souvent la première machine qu'un pilote d'avion ou de planeur ait piloté. En vol libre le planeur est réglé pour une vitesse de vol. En pilotage radio-commandé, le pilote peut faire évoluer son planeur comme s'il était à bord. Il existe des planeurs de début « deux axes » se contentant d'une radio à deux voies (profondeur et direction). Dans ce cas, c'est le braquage de la direction qui entraîne du roulis induit pour obtenir le virage. Les planeurs plus évolués disposent d'un pilotage classique sur trois axes (tangage, roulis, lacet) et parfois d'une commande d'aérofreins ou de mixage sur deux axes : roulis et lacet, ou d'autres possibilités.

### Planeurs à décollage à pied

#### Planeurs 3 axes
Il s'agit d'aéronefs pilotés par des gouvernes sur les trois axes. Ils entrent dans la catégorie des planeurs ultra-légers. Le pilote porte la machine; le décollage s'effectue en courant sur une pente, un manche à balai auxiliaire permettant le contrôle de la gouverne de direction. Une fois l'engin en vol, le pilote rentre les jambes dans le carénage et utilise un palonnier classique.
Ils sont adaptés au vol de pente et au vol thermique. Leur faible vitesse leur confère la possibilité d'exploiter de petites ascendances. Certains modèles ont un diamètre de spirale de 60 mètres seulement.
Les performances de quelques modèles sont les suivantes :
- ULF 1 (1977) : Finesse de 16 à 55 km/h et une chute minimale de 0,8 m/s[4] ;
- Swift (2007) : de type aile volante, ultra léger, à décollage à pieds ou à moteur, dont l'aile en flèche (apparentée aux ailes Horten) est équipée de dérives à gouvernes de bout d'ailes, son pilotage se faisant sur 3 axes sur les dernières versions légères (sur 2 axes auparavant)[5]. Finesse de 27 à 75 km/h, VNE de 120 km/h et une chute minimale de 0,6 m/s[6]. Signalons un record de distance de 777 km établi sur Swift par Manfred Ruhmer à Zapata au Texas ;
- Archaeopteryx[7] (2007) : Finesse 28 à 55 km/h, vitesse de décrochage de 30 à 35 km/h selon la charge alaire, VNE de 130 km/h et une chute minimale de 0,44 à 0,51 m/s selon la charge alaire[3] ;
- Carbon Dragon (construction amateur).

### Planeurs de base
Ce sont des planeurs très simples, bon marché et légers qui peuvent décoller simplement en roulant dans une pente et aussi par les autres moyens connus pour mettre des planeurs en l'air (tracté par un ULM ou un avion, tracté par une voiture, au treuil, au sandow + pente).

### Planeurs de type aile volante
Ce sont principalement les ailes Fauvel et ses dérivés comme les Marske (ailes droites et profil auto-stable, doubles gouvernails centraux), dont les performances sont, pour les modèles les plus performants, comparables à celles des planeurs de compétition classiques et l'on peut y ajouter les dérivés des planeurs Horten comme le Swift Light (ailes en flèche, stabilité par vrillage, avec ou sans winglets-gouvernails en bout d'aile ou doubles centraux) ou encore les ailes Mitchell. 
- Particularités intéressantes : très bonne stabilité, très grande solidité[10], vrille inconnue, décrochage très doux voire inexistant même en virage.
- Inconvénients de la formule : plage de centrage réduite, hypersustentation quasiment impossible, l'action sur la profondeur freine nettement plus l'appareil que dans le cas d'un planeur conventionnel.

### Planeurs de compétition
Classe libre 
```
--- Monoplaces : EB 29 --- Nimeta --- ASW 22 BL --- Nimbus 4 --- Nimbus 3 ---
   --- Biplaces : Eta --- EB 28 Édition --- EB 29D --- ASH 25 --- Nimbus 4D --- Nimbus 3D ---
```

Classe 18 mètres
```
--- Monoplaces : JS3 --- JS1 --- Discus 2C --- Ventus 2 --- Venuts 3 --- ASG 29 --- ASH 26 --- ASH 31 --- 
          ASW 28 --- AS 33 --- LS8 --- LS 10 --- DG 800/808 --- Antares 18 --- Hph 304 --- Lak 17B --- LS 6C -
```

Classe 15 mètres
```
--- Monoplaces : Diana 2 --- ASW 27 --- ASG 29 --- Ventus 2 --- LS 10 --- DG 808 --- Lak 17B --- LS 6 ---
```

Classe standard
```
--- Monoplaces : Discus 2 --- ASW 28 --- LS 8 --- Lak 19 ---
```

Classe Mondiale 
```
--- Monoplace : ne comprend que le PW-5 "Piwi" ---
```

Classe Club 
```
--- Monoplaces : LS 4 --- Pegase --- astir --- ASW 19 ---
```

Classe Multiplaces 20 mètres
```
--- Biplaces : Arcus --- Duo-Discus --- DG 1000/1001 --- Janus C --- TwinShark ---
```

### Planeurs motorisés
Les motoplaneurs sont des planeurs équipés d'un moteur, escamotable ou non, permettant au planeur de décoller par ses propres moyens, mais capables de voler à voile, moteur coupé, en utilisant les courants ascendants de l'atmosphère. Une fois l'altitude désirée atteinte, le groupe moto-propulseur rentre dans le fuselage du planeur, ou bien les pales d'hélice se replient dans ou le long du fuselage. Ce type de planeur est autorisé en compétition si un enregistreur peut montrer que le moteur n'a pas été remis en route durant l'épreuve.
Les motoplaneurs dont le dispositif de propulsion n'est pas escamotable sont moins performants, mais restent plus fins que les avions, et aussi beaucoup plus sobres, ils offrent un bon compromis en alliant les avantages de l'un et de l'autre (on les appelle parfois avions-planeurs). Ils servent notamment de machine d'école, de remorquage ou de sondage météorologique.
Exemples de motoplaneurs certifiés :
- Lange Antares 20E : planeur autonome à moteur électrique ;
- Stemme S-10-VT : planeur autonome biplace en côte-à-côte avec le moteur positionné derrière les pilotes et dont l'hélice se déploie par avancement du cône avant.

Auxquels l'on peut ajouter de très nombreux planeurs ULM, pour n'en citer que quelques-uns :
- Swift Light PAS (hélice repliable sur moteur arrière) ;
- Alatus M ;
- Silent 2 ;
- Sonata ;
- Banjo ;
- Viva ;
- Taurus ;
- Test-10m Atlas.

### Planeurs de voltige
La plupart des planeurs sont capables d'effectuer des figures de base de voltige, mais du fait de leur envergure, ils sont moins maniables que les avions. Pour les compétitions, il existe donc des planeurs de voltige, d'envergure moindre donc très maniables, mais dont la finesse plus faible les rend moins aptes au vol à voile.

### Planeurs de débarquement
Les planeurs de débarquement sont des planeurs lourds, pouvant transporter une dizaine de soldats ou plus d'une tonne de matériel, mais le plus souvent à usage unique car détruits à l'atterrissage. Ils ont été utilisés principalement par les armées de l'Allemagne, l'Union soviétique, le Royaume-Uni et les États-Unis pour l'acheminement et l'atterrissage de troupes aérotransportées spécialisées et d'équipements lourds vers une zone de combat, en particulier au cours de la Seconde Guerre mondiale, puis progressivement abandonnés dans les années 1950/1960.

### Avions achevant leur vol en planant

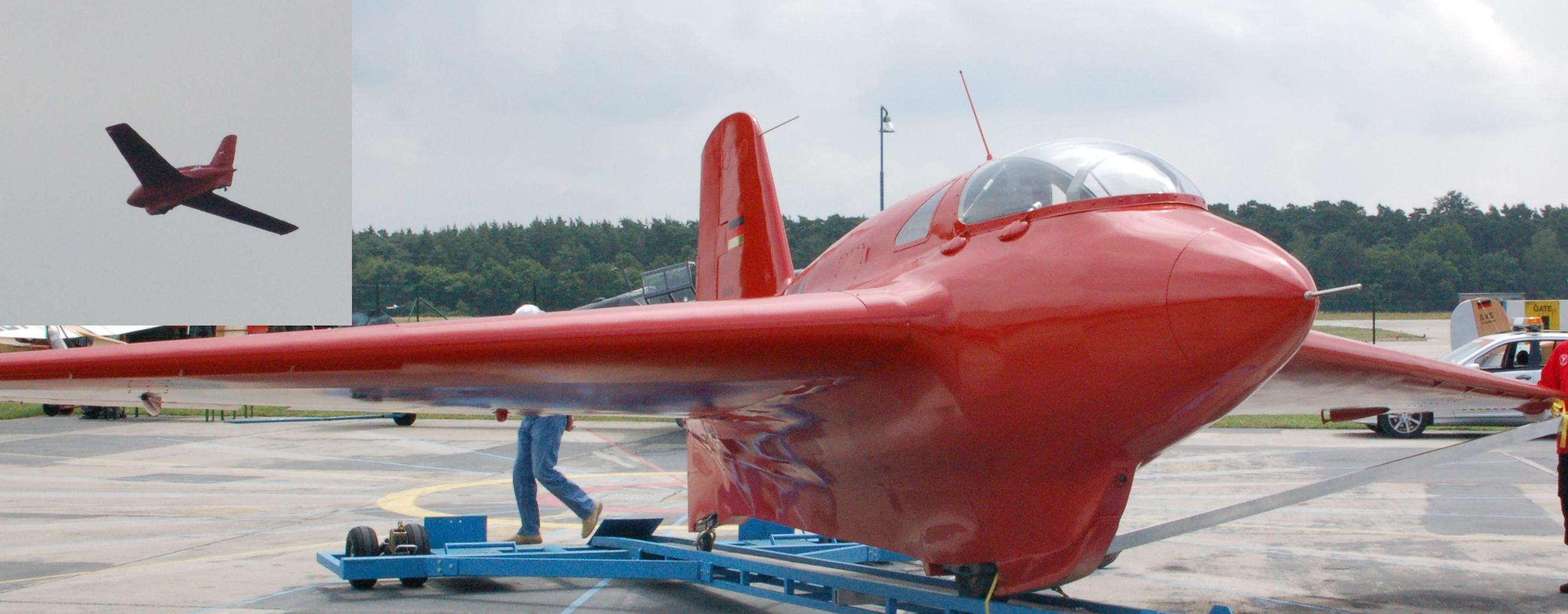
Intercepteur Messerschmitt Me 163

Certains avions expérimentaux ou très spécifiques achèvent leur mission en vol plané mais ne sont pas des planeurs capable de vol à voile.
Parmi ces engins, on peut citer le Messerschmitt Me 163, le Bell X-S1, le North American X-15, les corps portants et la navette spatiale.
Ces engins, excepté le Me 163, planent généralement moins bien que des avions conventionnels.

#### Fédérations
- Fédération française de Vol à Voile
- Fédération des clubs francophones de Vol à Voile (Belgique)
- Fédération suisse de Vol à Voile
- Association canadienne de Vol à Voile